# Campionati jugoslavi di sci alpino 1969
Ai Campionati jugoslavi di sci alpino 1969 furono assegnati i titoli di discesa libera, slalom gigante, slalom speciale e combinata, sia maschili sia femminili.

## Risultati
| Specialità      | Uomini          | Donne          |
| --------------- | --------------- | -------------- |
| Discesa libera  | Blaž Jakopič    | Milenka Pirnat |
| Slalom gigante  | Blaž Jakopič    | Vida Tevž      |
| Slalom speciale | Peter Lakota    | Vida Tevž      |
| Combinata       | Miran Gašperšič | Milenka Pirnat |